# 彎花醉魚木
，
是马钱科醉鱼草属的植物。分布于台湾、日本南部及琉球群島。